# Cryomyia argyropila
Cryomyia argyropila är en tvåvingeart som beskrevs av Hull 1973. Cryomyia argyropila ingår i släktet Cryomyia och familjen svävflugor. Inga underarter finns listade i Catalogue of Life.